# Малая Рудка
Малая Рудка (укр. Мала Рудка) — село,
Великорудковский сельский совет,
Диканьский район,
Полтавская область,
Украина.
Код КОАТУУ — 5321082005. Население по переписи 2001 года составляло 87 человек.

## Географическое положение
Село Малая Рудка находится на одном из истоков реки Полузерье,
ниже по течению примыкает село Ланы.

## Экономика
- Свинотоварная ферма.